# Apamea obliquiorbis
Apamea obliquiorbis är en fjärilsart som beskrevs av Moore 1882. Apamea obliquiorbis ingår i släktet Apamea och familjen nattflyn. Inga underarter finns listade i Catalogue of Life.